# ديفيد غراف
ديفيد غراف (بالألمانية: David Graf)‏ (مواليد 12 يناير 1989) هو ملاكم ألماني، مثّل بلاده في الألعاب الأولمبية الصيفية 2016.

## روابط خارجية
ديفيد غراف على موقع بوكس ريك (الإنجليزية) (registration required)
- ديفيد غراف على موقع اللجنة الأولمبية الدولية (الإنجليزية)
- ديفيد غراف على موقع أوليمبيديا (الإنجليزية)
- ديفيد غراف على موقع اللجنة الأولمبية الألمانية (الألمانية)